# 村瀨心椛
村瀨心椛（日语：／ Murase Kokomo，2004年11月7日—），日本單板滑雪運動員，她代表日本隊參加了中國舉行的2022年冬季奧林匹克運動會，並且在女子大跳台比賽上獲得銅牌。